# Diacyclops neglectus
Diacyclops neglectus – gatunek widłonoga z rodziny Cyclopidae, nazwa naukowa gatunku została po raz pierwszy opublikowana w 1984 roku przez niemieckiego zoologa Dietricha Flössnera.